# Залисець
Залисець (словен. Zalisec) — поселення в общині Жужемберк, регіон Південно-Східна Словенія, Словенія. Висота над рівнем моря: 315,8 м.